# Flock (webbläsare)
Flock var en webbläsare som såg dagens ljus i april 2005. Ursprungligen baserades den på Mozillas renderingsmotor Gecko, men i och med version 3 gick man över till WebKit.
Flock kallades den "sociala webbläsaren" eftersom den hade inbyggt stöd för sociala medier som Facebook, Flickr och del.icio.us. Dessutom fanns inbyggda bloggverktyg och stöd för RSS.
I april 2011 meddelades att utvecklingen av webbläsaren läggs ner. Användarna uppmanades att byta till alternativ som Mozilla Firefox och Google Chrome.